# XIV Premis de la Unión de Actores
La XIV edició dels Premis de la Unión de Actores, corresponents a l'any 2004, concedits pel sindicat d'actors Unión de Actores y Actrices, va tenir lloc el 20 de juny de 2005 al Palacio de Congresos (Campo de las Naciones). La gala va estar presentada per Concha Velasco i el grup de teatre Quésquíspás, que van substituir Asier Etxeandia, que s'havia lesionat poc abans. Hi va assistir la vicepresidenta del Congrés dels Diputats, Carme Chacón.

## Candidatures

### Premi a Tota una vida
- Agustín González

### Premi Especial
- Fundación AISGE

### Cinema

#### Millor actriu protagonista
| Actriu         | Pel·lícula                                | Resultat   |
| -------------- | ----------------------------------------- | ---------- |
| Pilar Bardem   | María querida                             | Candidata  |
| Ana Belén      | Cosas que hacen que la vida valga la pena | Candidata  |
| Adriana Ozores | Héctor                                    | Guanyadora |

#### Millor actor protagonista
| Actor              | Pel·lícula                                | Resultat  |
| ------------------ | ----------------------------------------- | --------- |
| Javier Bardem      | Mar adentro                               | Guanyador |
| Eduard Fernández   | Cosas que hacen que la vida valga la pena | Candidat  |
| Gael García Bernal | La mala educación                         | Candidat  |

#### Millor actriu secundària
| actriu         | Pel·lícula  | Resultat   |
| -------------- | ----------- | ---------- |
| Silvia Abascal | El Lobo     | Candidata  |
| Lola Dueñas    | Mar adentro | Guanyadora |
| Mabel Rivera   | Mar adentro | Candidata  |

#### Millor actor secundari
| Actor         | Pel·lícula     | Resultat  |
| ------------- | -------------- | --------- |
| Celso Bugallo | Mar adentro    | Guanyador |
| Juan Diego    | El séptimo día | Candidat  |
| Unax Ugalde   | Héctor         | Candidat  |

#### Millor actriu de repartiment
| Actriu         | Pel·lícula           | Resultat   |
| -------------- | -------------------- | ---------- |
| Victoria Abril | El séptimo día       | Guanyadora |
| Marta Etura    | Frío sol de invierno | Candidata  |
| Raquel Pérez   | Frío sol de invierno | Candidata  |

#### Millor actor de repartiment
| Actor          | Pel·lícula        | Resultat  |
| -------------- | ----------------- | --------- |
| Javier Cámara  | La mala educación | Guanyador |
| Joan Dalmau    | Mar adentro       | Candidat  |
| Santiago Ramos | El Lobo           | Candidat  |

#### Millor actriu revelació
| Actriu         | Pel·lícula      | Resultat   |
| -------------- | --------------- | ---------- |
| Mónica Cervera | Crimen ferpecto | Candidata  |
| Núria Gago     | Héctor          | Candidata  |
| Belén Rueda    | Mar adentro     | Guanyadora |

#### Millor actor revelació
| Actor        | Pel·lícula      | Resultat  |
| ------------ | --------------- | --------- |
| Nilo Mur     | Hector          | Candidat  |
| Tamar Novas  | Mar adentro     | Guanyador |
| Jorge Roelas | Tiovivo c. 1950 | Candidat  |

### Televisió

#### Millor actriu protagonista
| actriu            | Sèrie de televisió     | Resultat   |
| ----------------- | ---------------------- | ---------- |
| María Adánez      | Aquí no hay quien viva | Guanyadora |
| Alicia Borrachero | Hospital Central       | Candidata  |
| Débora Izaguirre  | El inquilino           | Candidata  |

#### Millor actor protagonista
| Actor             | Sèrie de televisió | Resultat  |
| ----------------- | ------------------ | --------- |
| Imanol Arias      | Cuéntame cómo pasó | Candidat  |
| Gonzalo de Castro | 7 Vidas            | Guanyador |
| Antonio Resines   | Los Serrano        | Candidat  |

#### Millor actriu secundària
| actriu         | Sèrie de televisió     | Resultat   |
| -------------- | ---------------------- | ---------- |
| Fátima Baeza   | Hospital Central       | Candidata  |
| Carmen Machi   | 7 Vidas                | Guanyadora |
| Laura Pamplona | Aquí no hay quien viva | Candidata  |

#### Millor actor secundari
| Actor          | Sèrie de televisió     | Resultat  |
| -------------- | ---------------------- | --------- |
| Santi Millán   | 7 Vidas                | Candidat  |
| Antonio Molero | Los Serrano            | Candidat  |
| Eduardo Gómez  | Aquí no hay quien viva | Guanyador |

#### Millor actriu de repartiment
| actriu        | Sèrie de televisió     | Resultat   |
| ------------- | ---------------------- | ---------- |
| Mariví Bilbao | Aquí no hay quien viva | Guanyadora |
| Gemma Cuervo  | Aquí no hay quien viva | Candidata  |
| Eva Isanta    | Aquí no hay quien viva | Candidata  |

#### Millor actor de repartiment
| Actor                | Sèrie de televisió     | Resultat  |
| -------------------- | ---------------------- | --------- |
| José Luis Alcobendas | Cuéntame cómo pasó     | Candidat  |
| Félix Corcuera       | Cuéntame cómo pasó     | Candidat  |
| Guillermo Ortega     | Aquí no hay quien viva | Guanyador |

### Teatre

#### Millor actriu protagonista
| Actriu          | Obra de teatre     | Resultat   |
| --------------- | ------------------ | ---------- |
| Núria Espert    | La Celestina       | Candidata  |
| Cristina Marcos | El método Grönholm | Candidata  |
| Blanca Portillo | La hija del aire   | Guanyadora |

#### Millor actor protagonista
| Actor            | Obra de teatre     | Resultat  |
| ---------------- | ------------------ | --------- |
| Héctor Alterio   | Yo, Claudio        | Guanyador |
| Carmelo Gómez    | La cena            | Candidat  |
| Jesús Hierónides | Todas las palabras | Candidat  |

#### Millor actriu secundària
| actriu            | Obra de teatro             | Resultat   |
| ----------------- | -------------------------- | ---------- |
| Cristina Fenollar | Los verdes campos del Edén | Candidata  |
| Isabel Pintor     | Yo, Claudio                | Guanyadora |
| Marta Solaz       | Cantando bajo la lluvia    | Candidata  |

#### Millor actor secundari
| Actor            | Obra de teatro          | Resultat  |
| ---------------- | ----------------------- | --------- |
| Israel Frías     | Yo, Claudio             | Candidat  |
| Antonio Garrido  | El otro lado de la cama | Candidat  |
| Juan José Otegui | El precio               | Guanyador |

#### Millor actriu de repartiment
| actriu            | Obra de teatro             | Resultat   |
| ----------------- | -------------------------- | ---------- |
| Arantxa Aranguren | Yo, Claudio                | Guanyadora |
| Eva Higueras      | Los verdes campos del Edén | Candidata  |
| Ramata Koyte      | Los verdes campos del Edén | Candidata  |

#### Millor actor de repartiment
| Actor          | Obra de teatre             | Resultat  |
| -------------- | -------------------------- | --------- |
| Javier Vázquez | Los verdes campos del Edén | Guanyador |
| Alberto Berzal | Yo, Claudio                | Candidat  |
| Luis Rallo     | Yo, Claudio                | Candidat  |